# Sourou (Cassou)
Pour les articles homonymes, voir Sourou (homonymie).
Ne doit pas être confondu avec Sourou (Samorogouan).
Sourou est une commune rurale située dans le département de Cassou de la province du Ziro dans la région du Centre-Ouest au Burkina Faso.

## Éducation et santé
Sourou accueille un centre de santé et de promotion sociale (CSPS).